# Chromi(II) chloride
Chromi(II) chloride mô tả các hợp chất vô cơ có công thức hóa học CrCl2(H2O)n. Chất rắn khan có màu trắng khi tinh khiết, tuy nhiên các mẫu thương mại thường có màu xám hoặc lục; nó hút ẩm và dễ dàng hòa tan trong nước để tạo ra các dung dịch nhạy cảm với không khí màu chàm của tetrahydrat Cr(H2O)4Cl2. Chromi(II) chloride không có công dụng thương mại nhưng được sử dụng ở quy mô phòng thí nghiệm để tổng hợp các phức chất Chromi khác.

## Tổng hợp
CrCl2 được tạo ra bằng cách khử Chromi(III) chloride bằng hydro ở mức 500 ℃:
2CrCl3 + H2 → 2CrCl2 + 2HCl
hoặc bằng điện phân.
Các chế phẩm quy mô nhỏ có thể sử dụng LiAlH4, kẽm hoặc các thuốc thử liên quan, để khử CrCl3.
4CrCl3 + LiAlH4 → 4CrCl2 + LiCl + AlCl3 + 2H2
2CrCl3 + Zn → 2CrCl2 + ZnCl2
CrCl2 cũng có thể được điều chế bằng cách xử lý dung dịch Chromi(II) axetat bằng hydro chloride.
Cr(OAc)2 + 2HCl → CrCl2 + 2AcOH

## Cấu trúc và tính chất
CrCl2 khan có màu trắng, tuy nhiên các mẫu thương mại thường có màu xám hoặc lục. Nó kết tinh trong nhóm không gian Pnnm, là một biến thể bị biến dạng trực giao của cấu trúc rutil; làm cho nó đẳng cấu với calci chloride. Các trung tâm Cr là bát diện, bị bóp méo bởi hiệu ứng Jahn-Teller.

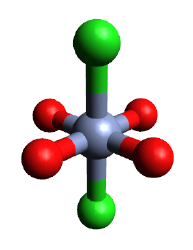
Mô hình bóng và dính của Chromi(II) chloride tetrahydrat.

Dẫn xuất hydrat hóa, CrCl2(H2O)4, tạo thành các tinh thể đơn hình với nhóm không gian P21/c. Hình dạng phân tử xấp xỉ bát diện gồm bốn liên kết Cr–O ngắn (2,078 Å) được sắp xếp theo cấu hình phẳng vuông và hai liên kết Cr–Cl dài hơn (2,758 Å) trong cấu hình trans.

## Phản ứng
Khả năng khử của Cr3+ + e- ⇄ Cr2+ là -0,41. Vì thế khử của H+ thành H2 trong điều kiện axit là 0, ion Chromi(II) có thể khử axit thành hydro, mặc dù phản ứng này không xảy ra nếu không có chất xúc tác.

### Hóa hữu cơ
Chromi(II) chloride được sử dụng làm tiền thân cho các phức Chromi vô cơ và chất hữu cơ khác. Các halide và nitroaromatics bị khử bởi CrCl2. Độ âm điện vừa phải của Chromi và phạm vi các chất mà CrCl2 có thể chứa làm cho thuốc thử organochromium rất linh hoạt về mặt tổng hợp. Nó là một thuốc thử trong phản ứng Nozaki-Hiyama-Kishi, một phương pháp hữu ích để chuẩn bị các vòng có kích thước trung bình. Nó cũng được sử dụng trong quá trình olefination Takai để tạo thành vinyl iodide từ aldehyd với sự hiện diện của iodoform.

## Hợp chất khác
- CrCl2 còn tạo một số hợp chất với NH3, như: 
  - CrCl2·NH3 (lục nhạt);[12]
  - CrCl2·2NH3 (lục nhạt);[12]
  - CrCl2·3NH3 (tím);[13]
  - CrCl2·5NH3 (tím);[14]
  - CrCl2·6NH3 (xám lục).[14]
- CrCl2 còn tạo một số hợp chất với N2H4, như CrCl2·2N2H4 là chất rắn màu oải hương, tan ít trong nước, có tính nổ.[13]
- Khi kết hợp CrCl2·2N2H4 với NH3 thì thu được dung dịch màu xanh dương hơi đậm.[15]
- CrCl2 còn tạo một số hợp chất với CO(NH2)2, như CrCl2·2CO(NH2)2 là chất rắn màu dương nhạt hay CrCl2·4CO(NH2)2 là chất rắn màu dương.[16]
- CrCl2 còn tạo một số hợp chất với CS(NH2)2, như CrCl2·2CS(NH2)2 là chất rắn màu vàng sáng.[16]